# Nordvästra territoriet

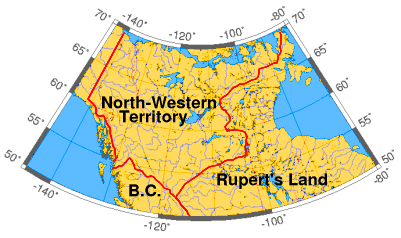
Nordvästra territoriet då det var som störst, 1859.

Nordvästra territoriet (engelska: North-Western Territory) var en region i Brittiska Nordamerika fram till 1870. Den namngavs efter sitt geografiska förhållande till Ruperts land, och täckte då det var som störst vad som senare kom att bli Yukon, fastlandsdelen av Northwest Territories, nordvästra fastlandsdelen av Nunavut, nordvästra Saskatchewan, norra Alberta och norra British Columbia. Vissa delar av Nordvästra territoriet tillhörde ursprungligen Ruperts land.